# Gustavo Ayón
Gustavo Alfonso Ayón Aguirre (* 1. April 1985 in Tepic) ist ein ehemaliger mexikanischer Basketballspieler. Er spielte auf der Position des Power Forwards.

## Laufbahn
Gustavo Ayón begann seine Laufbahn an der Universidad Popular Autónoma de Puebla, für die er von 2003 bis 2006 spielte. In seinem letzten Jahr wurde er zum MVP der mexikanischen Universitätsmeisterschaft gewählt. Zur Saison 2006/07 stand er vor einem Wechsel an die US-amerikanische San José State University. Ayón entschloss sich jedoch letztlich dafür, Profi zu werden und unterschrieb einen Vertrag bei der Mannschaft Halcones UV Xalapa. Mit dieser holte er 2007/08 und 2008/09 die mexikanische Meisterschaft. Im Jahr 2009 verpflichtete ihn der spanische Erstligist CB Fuenlabrada, verlieh ihn jedoch an den venezolanischen Klub Marinos de Anzoategui, wo er ebenfalls die Meisterschaft eroberte. Die Saison 2009/10 begann Ayón bei BC Illescas, einer mit Fuenlabrada verbundenen Mannschaft, die zu diesem Zeitpunkt in der dritten Spielklasse antrat, wurde jedoch noch während der Saison an den Zweitligisten Tenerife Rural verliehen.
Der sportliche Durchbruch gelang Ayón in der Saison 2010/11. Bei CB Fuenlabrada sicherte er sich nicht nur einen Stammplatz, sondern wurde aufgrund seiner starken Leistungen als Power Forward zur Entdeckung der Saison der Liga ACB gewählt. Durchschnittlich brachte er es auf 10,8 Punkte, 6,3 Rebounds und 1,4 Blocks pro Spiel.
Ende Dezember 2011 einigte er sich mit seinem Verein auf eine Freigabe, um in die nordamerikanische Profiliga NBA zu wechseln, wo er ein Angebot der New Orleans Hornets annahm. Zur Saison 2012/2013 wurde Ayon von den Hornets zu den Orlando Magic transferiert. Im Februar 2013 gaben die Magic Ayón an die Milwaukee Bucks ab. Vor der Saison 2013/14 wurde er von den Atlanta Hawks verpflichtet.
Nach drei Jahren in der NBA und insgesamt 138 Einsätzen kehrte er im September 2014 nach Spanien zurück und spielte fortan für Real Madrid. Mit Real gewann er unter anderem zweimal die EuroLeague sowie viermal die spanische Meisterschaft. Im August 2022 gab er das Ende seiner Leistungssportlaufbahn bekannt.

### Nationalmannschaft
Gustavo Ayón war ab 2007 fester Bestandteil der Mexikanischen Nationalmannschaft. Mit ihr gewann er die Amerikameisterschaft 2013, er selbst wurde dabei als wertvollster Spieler des Turniers ausgezeichnet. Bei den Mittelamerikanischen Meisterschaften 2014 holte er mit seiner Nationalmannschaft ebenfalls Gold und beendete das Turnier als wertvollster Spieler. Des Weiteren bestritt Ayón mit Mexiko die Weltmeisterschaft 2014, die Amerikameisterschaften 2007, 2009, 2015 sowie die Mittelamerikanischen Meisterschaften 2008 und 2010.

## Erfolge
- EuroLeague-Sieger: 2014/15, 2017/18
- Spanischer Meister: 2014/15, 2015/16, 2017/18, 2018/19
- Spanischer Pokalsieger: 2015, 2016, 2017
- Spanischer Supercup-Sieger: 2014, 2018
- Intercontinental-Cup-Sieger: 2015
- Mexikanischer Meister: 2007/08, 2008/09
- Venezolanischer Meister: 2009
- Sieger der Zentralamerikanischen Meisterschaft: 2007
- Amerikameister: 2013